# I'm Every Woman
I'm Every Woman är en amerikansk hitlåt, ursprungligen inspelad av Chaka Khan 1978 för debutalbumet Chaka. År 1993 spelade Whitney Houston in en version av låten för soundtrackalbumet The Bodyguard. Houstons version hamnade på plats 4 på Billboard och på plats 7 på Sverigetopplistan.

### Fotnoter
1. ↑  ”Popikonen Whitney Houston död” (på svenska). Svenska dagbladet. 12 februari 2012. https://www.svd.se/popikonen-whitney-houston-dod. Läst 10 februari 2019.